# Dödskyssen
Dödskyssen (dansk: Dødskysset) er en svensk dramafilmstumfilm i sort-hvid fra 1916, instrueret af Victor Sjöström. 30 minutter af filmen er kendt i filmarkivet Cinémathèque Française.

## Medvirkende
- Victor Sjöström – Weyler, Ingeniør
- Albin Lavén – Doktor Monro
- Mathias Taube – Doktor Adell
- Jenny Tschernichin-Larsson – Anna Harper, doktor Monros husholderske
- Alfred Lundberg – Værkstedschefen
- Bertil Junggren – Doktor Monros betjent
- Wanda Rothgardt – Doktor Monros datter
- Emil Bergendorff – Dommer
- Thure Holm – Politikommisær
- Julius Hälsig – Betjent